# سردان جولوبوفيك
سردان جولوبوفيك (بالسيريلية الصربية: Срдан Голубовић) (و. 1972  م) هو مخرج أفلام، وكاتب سيناريو، ومنتج أفلام صربي، ولد في بلغراد.

## التعليم
تعلم في جامعة الفنون في بلغراد
.

## وصلات خارجية
- سردان جولوبوفيك على موقع IMDb (الإنجليزية)
- سردان جولوبوفيك على موقع ألو سيني (الفرنسية)
- سردان جولوبوفيك على موقع أول موفي (الإنجليزية)
- سردان جولوبوفيك على موقع قاعدة بيانات الأفلام السويدية (السويدية)
- سردان جولوبوفيك على موقع قاعدة بيانات الفيلم (الإنجليزية)
- سردان جولوبوفيك على موقع كينوبويسك (الروسية)